# Benzo(a)fluoranthen
Benzo[a]fluoranthen ist eine organische Verbindung mit der Summenformel C20H12.

## Darstellung
Benzo[a]fluoranthen kann in einer dreistufigen Synthese aus N,N-Diethylbenzamid und Fluorenon hergestellt werden.

## Verwendung
Wie viele andere polycyclische aromatische Kohlenwasserstoffe wird Benzo[a]fluoranthen in der Krebsforschung verwendet.

## Sonstiges

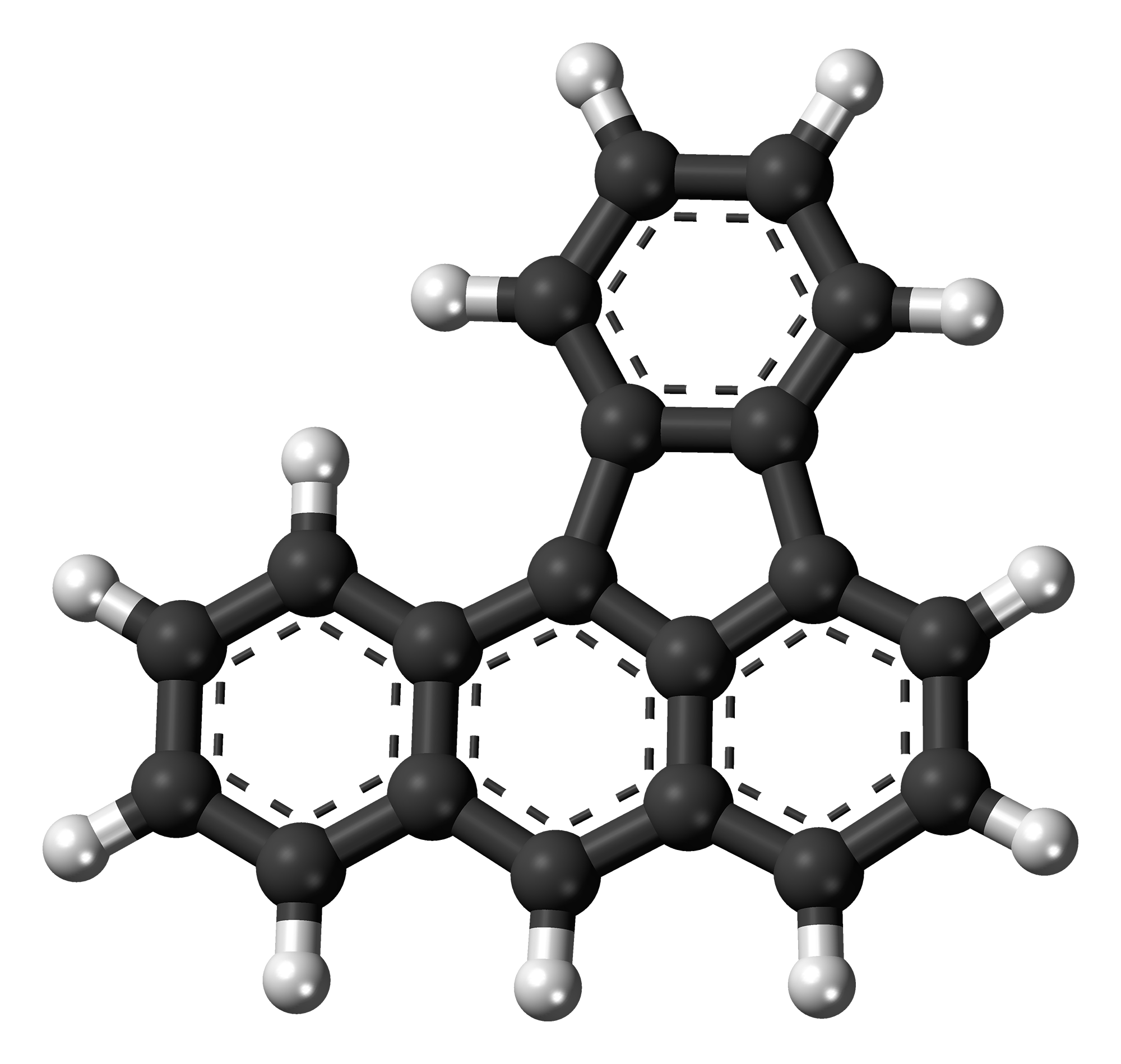
Kugel-Stab-Modell von Benzo[a]fluoranthen

Im Februar 2014 kündigte die NASA eine große Datenbank zur Verfolgung von polycyclischen aromatischen Kohlenwasserstoffen (PAK) im Universum an, in der auch Benzo[a]fluoranthen aufgeführt ist. Wissenschaftler vermuten, dass mehr als 20 % des Kohlenstoffs im Universum in Form von PAK vorliegt. Damit sind sie mögliche Ausgangsstoffe zur Entstehung von Leben. PAK sind wahrscheinlich kurz nach dem Urknall entstanden und über das gesamte Universum verteilt.